# Chaîne ζ
Pour la sous-unité ζ de l'hémoglobine, voir Hémoglobine embryonnaire.

Positions relatives des différentes unités du TCR de part et d'autre de la membrane plasmique, avec motifs ITAM en bleu

La chaîne ζ (chaîne zêta) est une protéine transmembranaire encodée par le gène CD247 qui est l'une des composantes du complexe du récepteur des cellules T (TCR) et participe à la transduction du signal. Découverte d'abord sous forme d'un homodimère chez la souris en 1985, son équivalent humain a été découvert l'année suivante. Le dimère ζ est majoritairement cytoplasmique, et interagit avec les sous-unités α et β du TCR qui sont, à l'inverse, majoritairement exposées en surface.
La partie cytoplasmique contient trois motifs d’activation des récepteurs immuns basés sur la tyrosine (ITAM),, qui participent à son interaction avec le cytosquelette du lymphocyte T lors de l'activation de ce dernier.
Étant donné son rôle dans le TCR, des altérations de l'unité ζ peuvent entraîner une immunodéficience sévère.